# دوغلاس بي. غرين
دوغلاس بي. غرين (بالإنجليزية: Douglas B. Green)‏ هو مؤرخ موسيقى ‏ وكاتب أغاني أمريكي، ولد في 20 مارس 1946 في Naval Station Great Lakes ‏ في الولايات المتحدة.

## وصلات خارجية
- دوغلاس بي. غرين على موقع ميوزك برينز (الإنجليزية)
- دوغلاس بي. غرين على موقع ديسكوغز (الإنجليزية)